# دوروتی جین فیلیپس
دوروتی جین فیلیپس (با نام خانوادگی پیشین: وینگفیلد) (زادهٔ ۲۷ ژوئیه ۱۹۴۵) یک شیمیدان آمریکایی و رئیس منتخب انجمن شیمی آمریکا است. او در زمینهٔ دوپاشی دایره‌ای و جداسازی زیستی فعالیت داشته است. در سال ۱۹۶۷، فیلیپس نخستین زن آفریقایی‌تبار بود که مدرک کارشناسی خود را از دانشگاه وندربیلت دریافت کرد.

## زندگی اولیه و تحصیلات
فیلیپس در دوران جداسازی نژادی در جنوب ایالات متحده بزرگ شد. او یکی از هشت فرزند خانواده بود. پدرش، کشیش رابرت کَم وینگفیلد، پیش از آن‌که در مدرسه الهیات باپتیست آمریکایی برای کشیش شدن در کلیسای باپتیست تحصیل کند، به عنوان باربر در ایستگاه اتوبوس گری‌هاوند کار می‌کرد. مادرش، ربکا کوپر وینگفیلد، گه‌گاه کار خانگی انجام می‌داد. فیلیپس در دوران کودکی فقط سفیدپوستانی را می‌شناخت که مادرش برایشان کار می‌کرد.
والدین او اهمیت زیادی برای تحصیلش قائل بودند و در نشست‌های محلی انجمن اولیاء و مربیان سیاه‌پوستان شرکت می‌کردند. خانوادهٔ وینگفیلد پس از تحریم اتوبوس‌رانی توسط رزا پارکس در سال ۱۹۵۶ فعال‌تر در جنبش حقوق مدنی شرکت کردند. برادرش در تحصن‌های نشویل شرکت داشت و خانواده‌اش از نخستین خانواده‌هایی بودند که به نشویل، تنسی یکپارچه شدند. فیلیپس در یک دورهٔ تابستانی بنیاد ملی علوم ویژهٔ دانش‌آموزان آفریقایی‌تبار شرکت کرد که علاقه‌اش به مطالعهٔ شیمی را برانگیخت. او و دوست‌پسرش در یک رقابت ریاضی ایالتی «برای دانش‌آموزان رنگین‌پوست» شرکت کردند. فیلیپس در نهایت رشتهٔ شیمی را در دانشگاه ایالتی تنسی انتخاب کرد، اما در سال ۱۹۶۶ به دانشگاه وندربیلت منتقل شد.
در ابتدا قصد داشت پزشکی بخواند، اما مشاورش او را از این کار منصرف کرد، چراکه معتقد بود او نمی‌تواند هم خانواده داشته باشد و هم به دانشکده پزشکی برود. فیلیپس به انجمن خواهری آلفا کاپا آلفا پیوست. او در دانشگاه وندربیلت شیمی خواند و در سال ۱۹۶۷، نخستین زن آفریقایی‌تباری شد که مدرک کارشناسی هنرها را از این دانشگاه دریافت کرد. تحصیل در دانشگاه وندربیلت نخستین تجربهٔ فیلیپس از حضور در کلاس‌هایی با هم‌کلاسی‌ها و استادان سفیدپوست بود. پس از فارغ‌التحصیلی، در زمینهٔ پژوهش‌های داروشناسی روانی فعالیت کرد. او دورهٔ دکترای خود را در دانشگاه سینسینتی به پایان رساند و بار دیگر، نخستین زن آفریقایی‌تباری شد که در سینسینتی مدرک دکترای زیست‌شیمی گرفت. فیلیپس در سال ۱۹۷۳ به انجمن شیمی آمریکا پیوست. او روی ویروس R17 کار کرد و از دوپاشی دایره‌ای و تشدید پارامغناطیسی الکترونی برای درک ساختار پروتئین ویروسی استفاده نمود. در حین تحقیق روی ویروس R17، فیلیپس با کارهای پاتریک آوریل در شرکت داو کمیکال آشنا شد و تصمیم گرفت برای کار در آنجا درخواست بدهد.

## حرفه
پس از فارغ‌التحصیلی، فیلیپس به‌عنوان دانشمند آزمایشگاهی به شرکت داو کمیکال پیوست. او توسعهٔ دوپاشی دایره‌ای را آغاز کرد و شروع به کار روی آنتی‌بیوتیک‌ها و علف‌کش‌ها نمود. فیلیپس در شرکت داو کمیکال به دانشجویان دانشگاه ایالتی میشیگان کمک کرد تا آنتی‌بیوتیک‌های موجود در خوراک دام را تحلیل کنند. او تأثیر این ترکیبات بر رشد حیوانات را بررسی و مشخص کرد. فیلیپس مخترع چندین اختراع ثبت‌شده در این زمینه است، از جمله روشی برای بهبود شیردهی و دیگری برای بهینه‌سازی استفاده از خوراک. فیلیپس در سال ۱۹۸۴ به شرکت واترز پیوست و تا سال ۱۹۹۶ در بخش تحقیق و توسعه فعالیت کرد. او در شرکت واترز عضوی از بخش تحقیقات و توسعه شیمیایی بود و روی توسعهٔ مواد بسته‌بندی برای کروماتوگرافی و جداسازی‌های زیستی کار کرد. تحت رهبری او، تیم تحقیقاتی بسته‌بندی‌های تبادل یونی اکسل‌پلاس را توسعه داد که برای جداسازی پروتئین‌ها به کار می‌رفت. او به همکاری با شرکت زیست‌فناوری شرکت میلی‌پور پرداخت و برای ارائهٔ دستاوردهای شرکت واترز به سراسر جهان سفر کرد. حوزهٔ کاری او به کروماتوگرافی مایع با کارایی بالا نیز گسترش یافت. فیلیپس همچنین روی مولکول‌های کوچک، از جمله داروی سیلدنافیل تحقیق کرد. او به‌عنوان مدیر بازاریابی بالینی و مدیر بازاریابی راهبردی خدمت کرد. فیلیپس در توسعهٔ ستون‌های متقارن و کارتریج‌های اویسیس شرکت واترز نقش داشت. در هر دو شرکت شرکت داو کمیکال و شرکت واترز، او از پژوهش و توسعه به مدیریت تجاری انتقال یافت. فیلیپس پس از نزدیک به سی سال فعالیت حرفه‌ای، در سال ۲۰۱۳ به‌عنوان مدیر بازاریابی راهبردی از شرکت واترز بازنشسته شد.